# Diane de Joannis de Chateaublanc
Diane de Joannis de Chateaublanc, marquise de Castellane, connue surtout comme Marquise de Ganges (née en 1635 - morte le 5 juin 1667 à Ganges) est une dame de la noblesse française assassinée au XVIIe siècle.

## Biographie
Diane de Joannis, que l'on dit être une arrière-petite-nièce de Nostradamus, était appelée « Mademoiselle de Chateaublanc », du nom d'une propriété que possédaient ses parents près d'Avignon.
Elle était fille de Gabriel de Joannis, seigneur de Roussan et de Châteaublanc (lignée des Giovani de Florence, alias de Joannis) et de Laure de Rousset de Saint Sauveur (lignée de Saint Louis).
À l'âge de 13 ans, elle épouse le marquis Dominique de Castellane, qui l'emmène avec lui à la Cour de Versailles. Brune, dite d'une très grande beauté, la marquise de Castellane, surnommée « la belle Provençale », fut remarquée par le roi Louis XIV et eut l'honneur en octobre 1655 de danser avec lui le septième ballet de la Nuit dans le rôle d'Artémise.
Nommé gouverneur des galères royales, son mari fut envoyé en Méditerranée où, à la suite d'une tempête, ses navires coulèrent et il mourut noyé au large de Gênes en 1654.
Devenue veuve, la marquise se retire à Avignon, d'où elle ne se décide à sortir que trois ans plus tard à la suite d'une visite de son ami, le duc de Candale.
Le 8 août 1658, elle se remarie avec un jeune et brillant aristocrate languedocien, Charles de Vissec de Latude, comte de Ganges (1639 - 1737), baron des États de Languedoc, gouverneur de Ganges, lieutenant du roi de la Finance du Languedoc, commandant du Fort Saint-André à Villeneuve-lès-Avignon, dont le fief sera, le 30 juin 1666 (date d'enregistrement au Parlement de Toulouse), érigé en marquisat.
Le 30 mars 1663, la marquise devient la légataire de son riche grand-père paternel Messire Melchior Jacques de Joannis, seigneur de Nochères, après la mort suspecte de celui-ci. Se sentant menacée, le 19 mai 1664 elle rédige en faveur de ses enfants un testament qui déshérite son mari, ce qui est contraire aux usages de l'époque.
Elle se heurte très vite à l'agressivité de ses deux beaux-frères, Henri, dit l'Abbé (bien qu'il ne fût pas homme d'Église), et Bernardin, le Chevalier de Ganges. Certains auteurs prétendent que ce fut en raison des avances qu'ils lui avaient faites et qu'elle avait repoussées avec mépris. D'autres pensent que le but était de faire pression sur elle et de la contraindre à annuler ce testament qui, en défavorisant leur frère, les désavantageait aussi, eux qui vivaient fréquemment au château de Ganges.
Après avoir vainement essayé plusieurs tentatives d'empoisonnement à l'arsenic avec la complicité d'un prêtre, l'abbé Perrette, ils la contraignent à avaler un breuvage brunâtre qu'elle s'empresse de vomir en se glissant dans la gorge une de ses nattes. Elle s'enfuit alors en sautant par la fenêtre de sa chambre et réussit à s'enfuir dans le village et à se réfugier chez des amis. Cependant les assassins la poursuivent et l'achèvent à coups de poignard.
Elle meurt quelques jours plus tard, le 5 juin 1667.
Il est difficile de mesurer le degré de culpabilité du marquis de Ganges. D'une part, il siégeait aux États de Languedoc tenus à Toulouse au moment du crime, et il fut, d'autre part, innocenté par son épouse avant qu'elle mourût, car elle souhaitait sans doute ainsi préserver l'honneur de la famille de ses enfants.
L'Abbé et le Chevalier sont condamnés par contumace, par le Parlement de Toulouse dès le 21 août 1667 à être rompus vifs. Et l'abbé Perrette, envoyé aux galères, mourra de mauvais traitement avant même de monter sur un navire.
Après le crime, l'Abbé s'est enfui en Hollande, et le Chevalier en Grèce où il trouva la mort au siège de Candie (aujourd'hui Héraklion) en Crète contre les Turcs.
Le marquis de Ganges sera condamné au bannissement pour sa complicité passive et à la confiscation de ses biens. Rentré clandestinement en France, il mourut semble-t-il à l'Isle-sur-la-Sorgue, à l'âge de 99 ans. Selon d'autres auteurs, il mourut au siège de Candie avec son frère puiné.
Le marquis et la marquise de Ganges avaient eu deux enfants :
- Alexandre, 2e marquis de Ganges, capitaine puis colonel de Dragons, baron des États de Languedoc, ami du comte de Grignan, gendre de la marquise de Sévigné.
- Marie-Esprite (1662 - 1711), qui épousera en premières noces Henri de Fay, marquis de Peyraud, baron de Vézenobres, et en deuxièmes noces Paul de Fortia d'Urban, marquis de Fortia.

## Entre vérité et légende

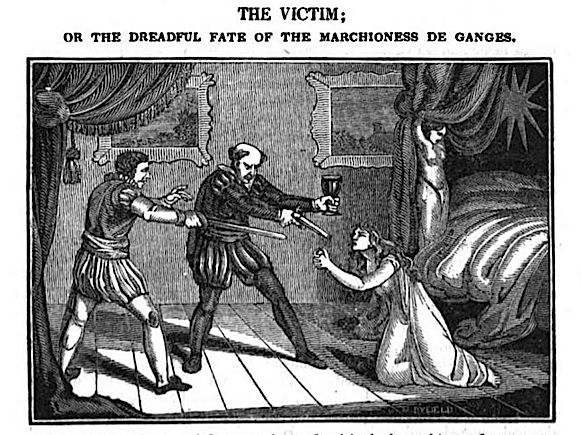
Le crime interprété en gravure pour un ouvrage paru à Londres en 1825.

L'assassinat de la marquise de Ganges eut un grand retentissement dans tout le royaume pour différentes raisons :
- La première était l'atrocité du crime ;
- La seconde, la personnalité de la marquise, fort belle et fort sage, qui, jusqu'au décès du marquis de Castellane, son premier mari, avait vécu à la Cour, où elle était fort appréciée du roi, et amie, dit-on, de Madame de Sévigné qui parle d'elle dans l'une de ses lettres ;
- La troisième raison était la réputation de la famille de Vissec de Latude, l'une des plus anciennes et des plus nobles du Languedoc, et enfin la personnalité des assassins, deux de ses beaux-frères, Henri, dit l'Abbé, et Bernardin, le Chevalier, qui avait été remarqué pour ses exploits militaires. Si le degré exact de complicité du marquis de Ganges ne fut pas réellement connu, celui-ci fut toutefois condamné au bannissement et à la confiscation de ses biens ;
- La quatrième était que sa vie et sa mort sont devenues sources d'inspiration pour plusieurs œuvres, notamment des poèmes, récits, pièces de théâtre et romans[3].

Cette histoire n'a pas manqué de faire l'objet de nombreux canards, ces petits journaux contenant un seul article teinté de sensationnel, que les colporteurs allaient vendre à travers villes et campagnes.
Si les minutes du procès des assassins contiennent des faits proches de la vérité, comme le démontre Claude Dionne, les écrivains qui reprirent l'histoire n'hésitèrent pas à ajouter des détails et des anecdotes de plus en plus romanesques, tout en affirmant avoir les informations les plus fiables. C'est le cas notamment du marquis de Sade qui n'avait semble-t-il comme source pour sa Marquise de Gange, écrit sans "s", que le récit déjà déformé de Gayot de Pitaval.